# Rocco Forte Hotels
Rocco Forte Hotels — британская гостиничная группа, основанная в 1996 году владельцем отелей сэром Рокко Форте и его сестрой Ольгой Полицци. 14 отелей сети расположены в европейских городах, а также на пляжных курортах Сицилии и Апулии. Сэр Рокко Форте является председателем и главным исполнительным директором, а Ольга Полицци — заместителем председателя и директором по дизайну.

## История
После поглощения Forte Group компанией Granada plc в 1996 году сэр Рокко Форте и Ольга Полицци (дети гостиничного магната лорда Форте) основали компанию RF Hotels. Права на название Forte были первоначально утрачены в 1996 году, когда Granada plc купила Forte Group. Первым отелем, приобретенным вновь созданной компанией в 1997 году, был бывший отель Forte Group, The Balmoral Hotel в Эдинбурге, который был выставлен на продажу новыми владельцами Granada plc.
В 2001 году, после отделения Compass Group от интересов Granada’s media, использование товарного знака Forte было возвращено сэру Рокко Форте в качестве жеста, призванного развеять горькое наследие поглощения.
В 2003 году компания сменила название на Rocco Forte Hotels, а 29 июля 2007 года — на The Rocco Forte Collection. Затем в 2011 году название группы вернулось к Rocco Forte Hotels. Офисы продаж группы расположены в Лондоне, Риме, Франкфурте, Москве, Мадриде, Нью-Йорке и Лос-Анджелесе. Являясь брендом Rocco Forte Hotels Limited, группа владеет и управляет роскошными пятизвёздочными отелями. Brown’s Hotel, Hotel de Rome и Hotel Amigo входят в список The Leading Hotels of the World.

## Список отелей
Отель Balmoral, Эдинбург, 1997 год.
Отель Savoy, Флоренция, 1997 г.
Гостиница Астория, Санкт-Петербург — 1999 г.
Отель Амиго, Брюссель, 2000 г.
Отель де Русси, Рим, 2000 г.
Отель Брауна, Лондон, 2003 г.
Отель де Рим, Берлин — 2006 г.
Отель Чарльз, Мюнхен, 2007 г.
Курорт Вердура, Сицилия — 2009 г.
Массерия Торре Майцца, Апулия — 2019
Отель де ла Виль, Рим — 2019
Вилла Игия, Палермо — 2020

### Следующие открытия
Карлтон, Милан

## Связанные отели
- Отель «Англетер» в Санкт-Петербурге, Россия, также принадлежит Rocco Forte & Family PLC, но не входит в состав Rocco Forte Hotels.
- Отель Endsleigh в долине Тамар, Англия, и отель Tresanton в Сент- Мауэсе, Англия, находятся в частной собственности сестры сэра Рокко Форте, Ольги Полицци.
- Chateau de Bagnols в Божоле, Франция, шато было продано в 2007 году компании Von Essen Hotels .
- Отель St David’s Hotel &amp; Spa в Кардиффе был продан в 2007 году компании Principal Hayley Group .
- В 2013 году управление отелем Augustine в Праге перешло к владельцу Waldeck Capital. Сейчас им управляет Marriott International под брендом Luxury Collection.
- Отель Rocco Forte в Абу-Даби также сменил руководство в 2013 году, сначала он стал независимым отелем Al Maqta, а затем Hilton Capital Grand Abu Dhabi .